# 井上正忠
井上 正忠（いのうえ まさただ、1908年（明治41年）- 1982年（昭和57年）12月11日）は、昭和時代の鉄道官僚・実業家。陸軍司政官。京王帝都電鉄（現・京王電鉄）第4代代表取締役社長。同社の事実上の創業者である井上篤太郎の孫にあたる。

## 略歴
神奈川県出身。旧制・姫路高等学校を経て東北帝国大学法学部を卒業し、高等文官試験合格により、鉄道省に入省。仙台鉄道局副参事、同総務部人事課長、本省鉄道調査部事務官、東京鉄道局上野運輸事務所長等を歴任し、戦時中の1943年、陸軍司政官として占領地行政に従事した。
戦後は、運輸省を経て、日本国有鉄道常務理事西部支社長をつとめ、父の井上正幹が京王帝都電鉄の監査役を退任するに及び、同社常務取締役として入社。専務、副社長を経て、1975年、第4代取締役社長に就任した。在任中は、京王線の都営新宿線との相互直通運転を実現させ、また、新宿駅～笹塚駅間の地下複々線化（京王新線の建設）などに取り組んだ。
1982年2月25日、体調を崩して社長職を箕輪圓副社長に譲り、取締役会長に就任したが、間もなく死去した。
東急車輛製造（現・総合車両製作所）、東急レクリエーション各社の取締役、財団法人大東急記念文庫（現・公益財団法人五島美術館）理事などを兼務した。

## 人物
戦後も軌道線時代のイメージが色濃かった京王線に、それまでのグリーン車から一変して、1963年、アイボリー地に臙脂色のラインを施した新型車両初代5000系が登場した。そのスマートさは話題を呼び、従来の京王線のイメージを一新した。当時、常務取締役であった正忠の発案である。

## 親族
- 井上篤太郎：祖父、京王電気軌道社長
- 井上正幹：父、京王帝都電鉄監査役
- 木村篤太郎：叔父、検事総長、司法大臣
- カナオ・イノウエ：従弟（日系二世のカナダ人）